# Smack That
Smack That – pierwszy singiel Akona z płyty Konvicted nagrany we współpracy z Eminemem. Utwór zadebiutował na Billboard Hot 100 28 września 2006 roku na pozycji 95, a tydzień później przeskoczył na 7 miejsce. Ostatecznie singel usytuował się na 2 miejscu listy. 20 października 2006 roku Smack That był najczęściej pobieranym utworem na iTunes.
Singel był nominowany w 49 rozdaniach nagród Grammy w kategorii Najlepszy rap/współpraca, lecz przegrał na rzecz Justina Timberlake'a oraz w MTV Video Music Award w kategorii Najbardziej wstrząsająca współpraca, gdzie przegrał z Beyoncé.